# Digimon Universe: Appmon
Digimon Universe: Appmon (Japans: デ ジ モ ン ユ ニ バ ー ス ア プ リ モ ン ス タ ー ズ, Hepburn: Dejimon Yunibāsu Apuri Monsutāzu) is een Japans multimediaproject gemaakt door Toei Company, Dentsu en Bandai Namco Holdings, onder het pseudoniem Akiyoshi Hongo. Het is het zevende officiële deel van de Digimon-franchise, maar wordt ook beschouwd als zijn eigen afzonderlijke franchise van het origineel. Het is ook de eerste officiële aflevering van de Digimon-franchise nadat WiZ op 30 september 2016 een volledige dochteronderneming van Bandai Namco Holdings werd.
Een anime-aanpassing van de franchise werd geanimeerd door Toei Animation, geproduceerd door Dentsu, geregisseerd door Gō Koga en geschreven door Yōichi Katō (Mushibugyo, Yo-kai Watch) met karakterontwerpen van Kenichi Ōnuki (Gundam Build Fighters). Het werd op 1 oktober 2016 uitgezonden op alle TXN-stations in Japan, ter vervanging van Time Travel Girl in zijn oorspronkelijke tijdslot.
Het thema van de serie draait om technologische singulariteit en kunstmatige intelligentie, een thema dat wordt gedeeld met de Appmons en de gevaren van technologie wanneer ze onverstandig worden gebruikt.